# 산부인과 (드라마)
《산부인과》는 2010년 2월 3일부터 2010년 3월 25일까지 방송되었던 SBS 수목 드라마이다.

## 등장 인물

### 주요 인물
- 장서희 : 서혜영 역 - 한국병원 분원 산부인과 과장
- 고주원 : 이상식 역 - 분원 소아청소년과 의사, NICU(신생아 중환자실) 과장
- 서지석 : 왕재석 역 - 분원 불임클리닉 의사

### 병원 사람들
- 정호빈 : 윤서진 역 - 본원 기조실장
- 송중기 : 안경우 역 - 산부인과 레지던트 2년차
- 이영은 : 김영미 역 - 분만실 간호사
- 연운경 : 센터장 역 - 산부인과 의사
- 이기영 : 주임과장 역 - 산부인과 의사
- 안선영 : 이숙정 역 - 산부인과 수간호사
- 이승형 : 정경주 역 - 산부인과 과장
- 지유 : 차 간호사 역 - 진료실 간호사

### 환자들
- 현영 : 이윤진 역 (특별출연) - 임신 30주 전치태반과 다운증후군 아이를 임신한 산모 (1~2화)
- 이의정 : 김연임 역 (특별출연) - 태아의 혈액형을 알려달라는 산모 (1~2화)
- 진경 : 쌍둥이를 임신한 산모 역 (특별출연) (2화)
- 한여운 : 최수진 역 (특별출연) - MRK 신드롬 환자 (3화)
- 황효은 : 김순화 역 (특별출연) - 마트에서 출산한 산모 (3화)
- 김미려 : 이문영 역 (특별출연) - 질염 환자 (3화)
- 이연선 : 박경란 역 - 뇌사상태가 된 산모 (4화)
- 김혜지 : 상미 역 - 성폭행 당한 미성년자 (5화)
- 김지혜 : 김지혜 역 (특별출연) - 마취과 과장의 부인, 무통주사 놔달라는 산모 (5화)
- 오아랑 : 양미순 역 - 개인병원에서 재왕절개로 출산하다 한국병원에 온 D.I.C인 산모 (6화)
- 이은희 : 김이영 역 - 자궁 외 임신을 한 환자 (7화)
- 이연경 : 자궁 안에서 아기가 사망한 산모 역 (특별출연) (7화)
- 황인영 : 정은미 역 (특별출연) - 난소암 환자, 혜영의 친구, 피아니스트 (9화)
- 이일화 : 유정주 역 (특별출연) - 난소까지 암이 전이된 산모 (9화)
- 김현아 : 민영주 역 - 다운증후군을 가진 아이를 출산하게 된 산모 (10화)
- 박보드레 : 박민정 역 - 고등학교 선생님, 자궁근종이 너무 많은 환자 (8화, 11화)
- 남현주 : 양진영 역 - 자궁근종 속에 암이 있는 환자 (11화)
- 정주은 : 전재희 역 - 혈소판 수치가 7000인 ITP 산모 (12화)
- 금단비 : 민수영 역 - 재생불량성 빈혈을 가지고 있는 산모 (12~13화)
- 박선영 : 김정숙 역 - HIV(인간 면역 결핍 바이러스)인 산모 (13화)
- 반민정 : 김지연 역 - 첫째 아이에게 제대혈 이식을 위해 둘째 아이를 임신한 산모 (14화)
- 장혜숙 : 이승경 역 (특별출연) - 확장성 심근병증이 있는 산모 (15~16화)

### 그 외 인물
- 김동균 : 신 과장 역 - 마취과 과장
- 김호창 : 산부인과 레지던트 역
- 김수완
- 조용상
- 최윤정 : 간호사 역
- 신영진 : 혜영의 산부인과 선배 의사 역
- 남정희 : 거제도 주민 할머니 역
- 원종례 : 이윤진의 어머니 역
- 정진영
- 김성훈
- 김선은 : 기자 역
- 조아름
- 김기준
- 서정주 : 자궁적출 수술한 환자의 여동생 역
- 기연호 : 자궁적출 수술한 환자의 시아버지 역
- 유선희 : 간호사 역
- 송예주
- 예영
- 강민석
- 주성민 : 응급실 의사 역
- 김민채 : 의사 역
- 김난영 : 2월 24일에 출산하게 해달라는 임산부 역
- 김양경 : 2월 24일에 출산하게 해달라는 임산부 역
- 조선옥
- 유재현 : 동영상 관리자 역
- 김경애 : 무속인 역
- 민준현 : 마트 직원 역
- 문수종 : 마트 직원 역
- 김준영
- 양희경 : 혜영의 어머니 역
- 이영희 : 박경란의 어머니 역
- 한복희 : 박경란의 시어머니 역
- 이진아 : 신경외과 의사 역
- 손선근 : 의사 역
- 전헌태 : 윤서진을 알고있는 남자 역
- 정석규 : 윤서진을 알고있는 남자 역
- 이종구 : 박경란의 시아버지 역
- 고유미 : 경찰 역
- 주동희 : 경찰 역
- 정은숙 : 상미의 어머니 역
- 지성근 : 상미의 아버지 역
- 윤미향
- 윤희원 : 개인병원 산부인과 의사 역
- 최효현 : 응급실 간호사 역
- 오지연 : 산부인과 레지던트 역
- 전성애 : 방배동 아줌마 역 - 경우에게 결혼 깨졌다는 소식을 전하는 여자
- 김현정 : 개인병원 산부인과 간호사 역
- 민지영 : 서지영 역 - 혜영의 여동생
- 김나연 : 재왕절개로 출산하는 임산부 역
- 김재흠
- 반혜라 : 김지혜의 어머니 역
- 기백
- 김연수 : 개인병원 산부인과 데스크 직원 역
- 이도우 : 상식의 사촌동생 역
- 윤배영
- 신준영 : 양미순의 남편 역
- 박성균 : 산부인과 의사 역
- 이대욱
- 조신제 : 의사 역
- 박우열
- 서진욱 : 의사 역
- 주우 : 의사 역
- 김준형 : 상식의 사촌동생 남자친구 역
- 박정옥
- 김명진 : 자궁 안에서 아기가 사망한 임산부의 남편 역
- 허준석 : 김이영의 남편 역
- 손희순 : 수빈의 할머니 역
- 김영선 : 산부인과에 입원한 환자 역
- 나승호 : 배달원 역
- 김태영 : 한국병원 직원 역
- 손영순 : 찬민의 할머니 역
- 이슬비 : 임승민 역 - 여고생 임산부
- 김주아 : 사회복지팀 직원 역
- 한창현 : 경찰 역
- 현숙희 : 화장실 청소원 역
- 주부진 : 정은미의 시어머니 역
- 김수련
- 민영
- 권영경 : 소아과 진료보러온 아이의 엄마 역
- 홍승범 : 소아과 진료보러온 아이의 아빠 역
- 신우철
- 황윤걸 : 보험사 직원 역
- 김득엽 : 임승민의 남자친구 역
- 이영실 : 민영주의 시어머니 역
- 김미옥
- 김훈호 : 형사 역
- 이정훈 : 변호사 역
- 한동환 : 신부 역
- 홍성숙 : 상식의 형수 역
- 송승용 : 민영주 남편의 친구 역
- 박승찬
- 정병철 : 임승민의 아이를 입양하려는 남자 역
- 이인선 : 경우의 어머니 역
- 홍여진 : 민영주의 어머니 역
- 신선희 : 개인병원 산부인과 의사 역
- 진예솔 : 강수아 역 - 영미의 고등학교 동창
- 김성희
- 정명준 : 전재희의 남편 역
- 이성주 : 의사 역
- 전나연
- 이광영
- 정다정
- 김용철
- 양동재 : 김정숙의 남편 역
- 정병호 : 분당 한국병원의 산부인과 의사 역
- 임병욱 : 영미의 아버지 역
- 차영옥 : 영미의 어머니 역
- 김원배 : 경우의 아버지 역
- 경인선 : 경우의 큰 고모 역
- 공재원 : 분당 한국병원의 신경외과 의사 역
- 김결 : 민수영의 가족 역
- 이금주 : 민수영의 어머니 역
- 안장훈 : 생선가게 사장 역
- 김용호
- Mike : 상식과 인터뷰 한 남자 역
- 최인숙 : 한국병원 본원의 의사 역
- 김명중 : 의사 역
- 운기호 : 흉부외과 의사 역
- 문성혁 : 확장성 심근병증인 산모의 남편 역
- 강수정
- 최민금 : 희준을 돌보는 여자 역
- 지승현 : 의사 역
- 차중원
- 주성민

### 아역
- 김희선
- 김형민
- 여희구 : 자궁적출 수술한 환자의 둘째 딸 역
- 윤선정 : 자궁적출 수술한 환자의 첫째 딸 역
- 김진원
- 김미지
- 방준서 : 수빈 역 - 양미순의 큰딸
- 김현제
- 이지우
- 박승현 : 김희진의 아들 역

### 특별출연
- 김형범 : 김연임의 남편 역 (1~2화)
- 박재훈 : 쌍둥이를 임신한 임산부의 남편 역 (2화, 5화)
- 임승대 : 자궁적출 수술한 환자 남편 역 (2화)
- 박주아 : 자궁적출 수술한 환자 어머니 역 (2화)
- 남윤정 : 자궁적출 수술한 환자 시어머니 역 (2화)
- 문영미 : 김순화 환자의 보호자 역 (3화)
- 위양호 : 이문영의 남편 역 (3화)
- 지일주 : 최수진의 남자친구 역 (3화)
- 성지루 : 준석 역 - 경찰, 박경란의 남편 (4화)
- 강기화 : 고준희 역 - 아이를 가지고 싶어하는 여자 (4화)
- 서현 : 고준희의 남편 역 - 재석이 고준희에게 소개시켜준 남자 (4화)
- 김혜정 : 정은미의 어머니 역 (9화)
- 손건우 : 정은미의 남편 역 (9화)
- 박유승 : 유정주의 남편 역 (9화)
- 김정난 : 임승민의 아이를 입양하려는 여자 역 (10~11화)
- 최준용 : 상식의 형 역 (10화, 13~14화)
- 박정우 : 민영주의 남편 역 (10화)
- 김미연 : 재석이 만나는 여자 역 (11~12화)
- 차현정 : 정유선 역 - 상식의 친구, 센터장 친구의 딸 (12~13화, 15~16화)
- 조남석 : 희준의 아빠 역 (15화)
- 사현진 : 희준의 엄마 역 (15화)
- 우상전 : 김희진의 아버지 역 - 지주막하 출혈로 뇌사상태가 된 산모의 아버지 (16화)

## 시청률
최저 시청률과 최고 시청률은 시청률 조사회사와 지역별로 시청률에 차이가 있을 수 있습니다.
| 2010년      | 2010년      | 2010년                      | 2010년         | 2010년       | 2010년         | 2010년       |
| 회차        | 방송일      | 부제                        | TNmS 시청률    | TNmS 시청률  | AGB 시청률     | AGB 시청률   |
| 회차        | 방송일      | 부제                        | 대한민국(전국) | 서울(수도권) | 대한민국(전국) | 서울(수도권) |
| ----------- | ----------- | --------------------------- | -------------- | ------------ | -------------- | ------------ |
| 제1회       | 2월 3일     | 내 아이를 죽여주세요        | 9.5%           | 10.0%        | 9.3%           | 10.6%        |
| 제2회       | 2월 4일     | 산부인과엔 비밀이 많다      | 10.9%          | 11.4 %       | 9.3%           | 9.6%         |
| 제3회       | 2월 10일    | 언제나 끝은 와요            | 11.6%          | 12.0%        | 11.0%          | 11.5%        |
| 제4회       | 2월 11일    | 삶과 죽음 사이              | 11.5%          | 11.9%        | 10.5%          | 11.8%        |
| 제5회       | 2월 17일    | 아픔에 대하여               | 12.3%          | 12.2%        | 11.0%          | 11.4%        |
| 제6회       | 2월 18일    | 피와의 전쟁                 | 12.2%          | 12.8%        | 9.8%           | 10.1%        |
| 제7회       | 2월 24일    | 친구와 보호자 사이          | 12.4%          | 12.8%        | 12.2%          | 12.9%        |
| 제8회       | 2월 25일    | 사람에 대한 예의            | 10.7%          | 10.7%        | 11.0%          | 11.7%        |
| 제9회       | 3월 3일     | 마지막에 남기고 싶은 것들   | 11.4%          | 11.0%        | 10.8%          | 10.9%        |
| 제10회      | 3월 4일     | 부모의 자격                 | 12.7%          | 12.9%        | 11.6%          | 12.0%        |
| 제11회      | 3월 10일    | 처녀와 산부인과의 거리      | 10.6%          | 10.1%        | 10.3%          | 10.5%        |
| 제12회      | 3월 11일    | 인간의 영역, 신의 영역      | 11.6%          | 11.9%        | 11.3%          | 11.4%        |
| 제13회      | 3월 17일    | 의사의 약속                 | 11.9%          | 11.4%        | 11.8%          | 12.1%        |
| 제14회      | 3월 18일    | 사랑은 포크레인같이         | 12.7%          | 12.5%        | 12.1%          | 13.1%        |
| 제15회      | 3월 24일    | 생각할 시간 행동할 시간     | 11.4%          | 11.2%        | 12.0%          | 12.9%        |
| 제16회      | 3월 25일    | 만약 운명같은 게 존재한다면 | 10.8%          | 10.4%        | 11.9%          | 12.9%        |
| 평균 시청률 | 평균 시청률 | 평균 시청률                 | 11.5%          | 11.5%        | 11.0%          | 11.6%        |

## 특이 사항
3회 〈언제나 끝은 와요〉 편에 한해 19세 이상 시청가로 분류 · 방송되었는데, 그 이유는 성인성 질환과 여성의 성기와 관련된 희귀병을 다루었기 때문이다.

## 경쟁 프로그램
- 추노 (KBS 2TV, 2010년 1월 6일 ~ 2010년 3월 25일)
- 아직도 결혼하고 싶은 여자 (MBC, 2010년 1월 20일 ~ 2010년 3월 11일)
- 기적 (월~목 4회 재방송) (MBC, 2010년 3월 15일 ~ 2010년 3월 18일)
- 우리 다시 사랑할까요? (MBC, 2010년 3월 24일 ~ 2010년 3월 25일) (재방송)